# Огневой, Константин Дмитриевич
Константи́н Дми́триевич Огнево́й (укр. Костянтин Дмитрович Огнєвий; 30 сентября 1926, Днепропетровск — 12 декабря 1999, Киев) — советский и украинский оперный и эстрадный певец (лирический тенор), народный артист Украинской ССР (1972).

## Биография
Родился 30 сентября 1926 года в Днепропетровске. В раннем возрасте потерял отца, который был репрессирован и умер в тюрьме. Посещал музыкальную школу, некоторое время занимался скрипкой. Увлёкся гитарой и пением под неё популярных в то время песен.
Во время Великой Отечественной войны пытался попасть на фронт, дописав себе один год. В итоге благодаря своим вокальным данным и музыкальной одарённости Огневой попал в ансамбль Минского военного округа (руководитель — Александр Дмитриев). Затем выступал в ансамбле Белорусского военного округа (руководитель — Александр Усачёв) и ансамбле Киевского военного округа, где хормейстером был Николай Венедиктов, отец хорового дирижёра Льва Венедиктова, у которого Огневой прослушивался уже после войны.
После демобилизации и расформирования ансамбля певец решил продолжить обучение. Он поступил в Днепропетровское музыкальное училище и успешно окончил его в 1950 году. В этом же году всесоюзная комиссия направила Огневого на прослушивание в Московскую консерваторию, где он привлёк внимание ректора Александра Свешникова. Свешников решил зачислить молодого певца в студенты консерватории, несмотря на то, что Константин уже поступил в музыкально-педагогический институт имени Гнесиных. 
Сначала Огневой учился на отделении хорового пения, затем перешёл в класс Маргариты Гуковой. На втором курсе он уже пел в оперной студии при консерватории, исполняя партии графа Альмавивы («Севильский цирюльник»), Владимира Ленского («Евгений Онегин»), царя Берендея («Снегурочка»). На последнем курсе был приглашён в Киев для записи фонограммы к документальной ленте и во время посещения Киевского оперного театра случайно попал на прослушивание, мгновенно получив приглашение от директора театра Виктора Гонтаря. Эти события отразились на учебном процессе, поэтому Огневого чуть не отчислили из консерватории и он смог доучиться лишь благодаря вмешательству Свешникова. Через некоторое время Свешников пригласил Огневого на запись «Всенощной» Сергея Рахманинова.
После окончания в 1955 году Московской консерватории Огневой дебютировал на сцене Киевского театра оперы и балета имени Т. Г. Шевченко. С 1965 года и до последних дней преподавал в Киевской консерватории. В 1973 году стал солистом Киевской филармонии. В репертуар певца входили арии из опер, песни и романсы украинских, а также русских  и других зарубежных композиторов, украинские народные песни.
Жил в Киеве. Умер 12 декабря 1999 года. Похоронен на Берковецком кладбище.

## Творчество
Среди лучших записей К. Огневого в собрании Гостелерадиофонда:
- Опера Н. А. Римского-Корсакова «Моцарт и Сальери» (партия Моцарта, Сальери — Б. Гмыря. Государственная академическая капелла УССР «Думка», Л. Острин — фортепиано, симфонический оркестр Украинского радио и телевидения, дирижёр В. Гнедаш, запись 1964 года).
- Запись 1958 года cеренады Арлекина из оперы «Паяцы» Р. Леонкавалло с симфоническим оркестром Украинского радио и телевидения (дирижёр В. Тольбы).

В 1960 году был первым исполнителем песни «Чорнобривці» (музыка Владимира Верменича, слова Николая Сингаевского).

## Ресурсы интернета
- Некрополи Киева Архивная копия от 5 марта 2015 на Wayback Machine